# Lightnin' Hopkins
Sam "Lightnin'" Hopkins (Centerville, 15 marzo 1912 – Houston, 30 gennaio 1982) è stato un cantante e chitarrista statunitense di musica blues, proveniente dal Texas.

## Biografia
Hopkins aveva due fratelli maggiori entrambi musicisti, Joel e Joe Henry, i quali, durante la sua prima giovinezza, gli insegnarono i primi rudimenti della chitarra; il padre invece morì nel 1915.
Nel 1920 conobbe Blind Lemon Jefferson, chitarrista che ebbe un'enorme influenza sul giovane Sam, il quale ne diventò in seguito persino l'accompagnatore guida. Un'altra figura importante nella sua vita fu il cugino Alger "Texas" Alexander con il quale suonò durante tutti gli anni venti; l'accoppiata si separò solo per un breve periodo quando Hopkins venne incarcerato al County Prison Farm a Houston, ma una volta scarcerato, i due continuarono la collaborazione.
Nei primi anni trenta Hopkins e Alexander si trasferirono a Houston in cerca di successo, ma invano. Hopkins per qualche periodo fece ritorno a Centerville dove lavorò come agricoltore sino a che il duo prese la decisione di ritentare la fortuna a Houston.
Nel 1946 la talent scout Lola Anne Collum assistette ad una loro performance e convinse Sam a firmare un contratto con la Aladdin Records, escludendo così Alexander dall'affare. L'etichetta scelse di farlo collaborare con il pianista Wilson Smith e Hopkins si trasferì così a Los Angeles; nel 1946 lavorarono alla loro prima sessione di registrazione e nel frattempo il nome del duo venne modificato in Wilson "Thunder" Smith e "Lightnin'" Hopkins. Hopkins continuò ad incidere diverso materiale per la Aladdin, sia a Los Angeles che a Houston, e riuscì a riscuotere finalmente un primo successo, sebbene più che altro circoscritto solamente alla comunità afroamericana. Alcune delle sue hit di quel periodo furono Shotgun Blues, Short Haired Woman, Abilene e Big Mama Jump. Sino al 1954 continuò a registrare diverso materiale, anche per altre etichette. Ma la seconda metà degli anni cinquanta fu un periodo poco propizio per il blues e, così come per molti altri artisti blues dell'epoca, Hopkins sparì per qualche anno dalle scene.

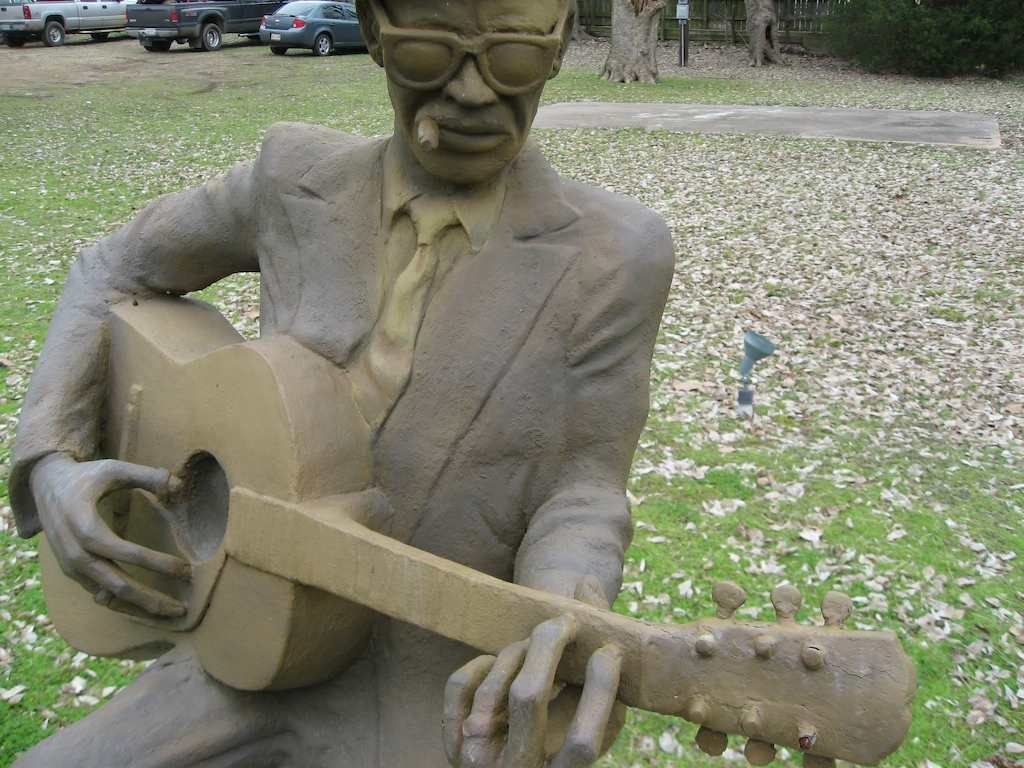
La statua dedicata a Lightnin' Hopkins

Nel 1959, sulla scia del folk revival, il folklorista Mack McCormick riscoprì la sua musica e con l'aiuto del musicologo Sam Charters, Hopkins registrò un nuovo album per la Folkways Records, riuscendo ad attirare un'audience più vasta.
Il 14 ottobre 1960 ebbe l'opportunità di esibirsi al Carnegie Hall di New York condividendo il palco con gli artisti Bob Dylan, Joan Baez e Pete Seeger. Seguirono alcune apparizioni in tv e varie tournée in folk festival e campus universitari; nel 1964 partecipò all'American Folk Blues Festival che lo portò a viaggiare anche in Europa. Durante gli anni sessanta Hopkins registrò più materiale di qualsiasi altro musicista blues e lavorò per conto di svariate etichette incluse la Bluesville,  Arhoolie, Prestige e Verve. 
Nel 1968 pubblicò l'album Free Form Patterns che includeva la collaborazione della band di rock psichedelico 13th Floor Elevators. Aprì anche i concerti dei Grateful Dead e dei Jefferson Airplane.
Morì il 30 gennaio del 1982 a Houston, per una broncopolmonite causata da un tumore all'esofago. Ai suoi funerali parteciparono più di 4.000 persone; per sua richiesta, al funerale non furono presenti telecamere.
Nel 2002, in occorrenza del ventesimo anniversario dalla sua morte, venne eretta una statua in suo onore a Crockett, nel Texas.

## Film
- The Blues Accordin' to Lightnin' Hopkins (1969). Il film, incentrato su Lightnin' Hopkins, è stato diretto da Les Blank e Skip Gerson ed ha vinto il premio come miglior documentario al festival di Chicago nel 1970.
- Where Lightnin' Strikes è un documentario ancora in corso di produzione diretto da Mark Susman e Mike Snow.